# Sven Hannawald
Sven Hannawald (Erlabrunn, 9 de novembro de 1974) é um ex-saltador de esqui alemão que competiu entre a década de 1990 e os anos 2000. Dono de três medalhas olímpicas, venceu o Torneio Quatro Pistas em 2002, sendo o único atleta até a temporada 2013 a vencer todas as etapas na mesma edição.
Hannawald também possui quatro medalhas em campeonatos mundiais, um título do Holmenkollen Ski Festival e dois títulos no Campeonato Mundial de Voo de Esqui. Após o fim da carreira no salto de esqui, tentou carreira no futebol e no automobilismo.